# جنون سرعت: نیترو
جنون سرعت: نیترو(به انگلیسی: Need for Speed: Nitro) یک بازی مسابقه‌ای منتشرشده از سری جنون سرعت. که در ژانویه ۲۰۰۹ همراه با دو بازی جنون سرعت: تغییر و جنون سرعت: دنیا معرفی شد. این بازی توسط الکترونیک آرتز مونترال ساخته شده و برای کنسول‌های نینتندو به بازار آمد.